# Distrito electoral federal 3 de Chiapas
El III Distrito Electoral Federal de Chiapas es uno de los 300 Distritos Electorales en los que se encuentra dividido el territorio de México para la elección de diputados federales y uno de los 13 en los que se divide el estado de Chiapas. Su cabecera es la ciudad de Ocosingo.
El territorio del Tercer Distrito es el extremo oriental del estado, formando parte de él la gran mayoría de la Selva Lacandona, lo forman los municipios de Altamirano, Benemérito de las Américas, Chanal, Las Margaritas, Maravilla Tenejapa, Marqués de Comillas, Ocosingo y Oxchuc.

## Distritaciones anteriores

### Distritación 1977 - 1996
Entre 1977 y 1996 la integración del Distrito III estaba conformada por los municipios de Comitán de Domínguez, Amatenango del Valle, Ángel Albino Corzo, La Concordia, Bella Vista, Chanal, Chicomuselo, Frontera Comalapa, Huixtán, Oxchuc, Las Rosas, Socoltenango, Teopisca, La Trinitaria y Tzimol; siendo su cabecera la ciudad de Comitán.

### Distritación 1996 - 2005
La distribución geográfica del III Distrito de Chiapas en el periodo comprendido entre 1996 y 2005 era casi idéntico al actual, incluyendo prácticamente los mismos municipios, excepción hecha del de Chanal, que era parte del Distrito VIII y además también formaban parte del III los de San Juan Cancuc y Sitalá, actualmente segregados. Los municipios de Benemérito de las Américas, Maravilla Tenejapa y Marqués de Comillas no existían inicialmente como entidades municipales propias, sino que pertenecían al de Ocosingo, pero su población y territorio si eran parte del mismo distrito.

### Distritación 2015 - 2016
La distribución electoral efectuada en el año 2016, realizó cambios significativos a la conformación del 03 Distrito Electoral Federal en relación con la conformación realizada en el año 2005, se agrega nuevamente el municipio de Sitalá que ya había sito parte de este distrito, y también se agrega el municipio de Chilón. Los municipios de Chanal, Altamirano, Las margaritas y Maravilla Tenejapa pasan a formar parte del nuevo Distrito creado en Chiapas, con Cabecera en Las Margaritas.

## Diputados por el distrito
| Diputado                             | Grupo parlamentario   | Legislatura              | Periodo     |
| ------------------------------------ | --------------------- | ------------------------ | ----------- |
| José Justo Contreras                 |                       | I                        | 1857 - 1861 |
|                                      |                       |                          |             |
| Indalecio Culebro                    |                       | III                      | 1863 - 1865 |
| Carlos Rivera                        |                       | IV                       | 1867 - 1868 |
|                                      |                       |                          |             |
| Juan Avendaño                        |                       | VIII                     | 1875 - 1878 |
|                                      |                       |                          |             |
| Mariano Culebro                      |                       | X                        | 1880 - 1882 |
| Manuel Carrascosa                    |                       | XI                       | 1882 - 1884 |
| Ramón Pino                           |                       | XII XIII XIV XV XVI XVII | 1884 - 1896 |
| Federico Méndez Rivas                |                       | XVIII XIX XX             | 1896 - 1902 |
| José María Villasana                 |                       | XXI                      | 1902 - 1904 |
| Onofre Ramos                         | 1904                  | XXI                      |             |
| José Echeverría                      |                       | XXII                     | 1904 - 1906 |
| José Echeverría                      | XXIV                  | 1908 - 1910              |             |
| Artemio de Valle Arizpe              |                       | XXV                      | 1910 - 1912 |
| Manuel Rovelo Argüello               |                       | XXVI                     | 1912 - 1914 |
| No se eligió diputado                | No se eligió diputado | Constituyente            | 1916 - 1917 |
| Isaac Rojas Dugelay                  |                       | XXVII                    | 1917 - 1918 |
| Herminio Cancino                     |                       | XXVIII                   | 1918 - 1920 |
| Jaime A. Solís                       |                       | XXIX XXX                 | 1920 - 1924 |
| Cesar Martínez Rojas                 |                       | XXXI                     | 1924 - 1926 |
| Amet Ramos Cristiani                 |                       | XXXII                    | 1926 - 1928 |
| Evaristo Bonifaz                     |                       | XXXIII                   | 1928 - 1930 |
| Enoc Escobar                         |                       | XXXIV                    | 1930 - 1932 |
| Efraín Poumián                       |                       | XXXV                     | 1932 - 1934 |
| Mario E. Balboa R.                   |                       | XXXVI                    | 1934 - 1937 |
| Emilio Araujo y Araujo               |                       | XXXVII                   | 1937 - 1940 |
| Guillermo Malpica Esponda            |                       | XXXVIII                  | 1940 - 1943 |
| José Pantaleón Domínguez             |                       | XXXIX                    | 1943 - 1946 |
| Gil Salgado Palacios                 |                       | XL                       | 1946 - 1949 |
| Emilio Zebadúa Robles                |                       | XLI                      | 1949 - 1952 |
| Juan Sabines Gutiérrez               |                       | XLII                     | 1952 - 1955 |
| Octavio Esponda Rovelo               |                       | XLIII                    | 1955 - 1958 |
| Francisco Argüello Castañeda         |                       | XLIV                     | 1958 - 1961 |
| Romeo Rincón Serrano                 |                       | XLV                      | 1961 - 1964 |
| Jorge de la Vega Domínguez           |                       | XLVI                     | 1964 - 1967 |
| Édgar Robledo Santiago               |                       | XLVII                    | 1967 - 1970 |
| Máximo Contreras Camacho             |                       | XLVIII                   | 1970 - 1973 |
| Pedro Guillén Castañón               |                       | XLIX                     | 1973 - 1976 |
| Homero Tovilla Cristiani             |                       | L                        | 1976 - 1979 |
| Leyver Martínez González             |                       | LI                       | 1979 - 1982 |
| Homero Tovilla Cristiani             |                       | LII                      | 1982 - 1985 |
| Homero Díaz Córdova                  |                       | LIII                     | 1985 - 1988 |
| José Javier Culebro Siles            |                       | LIV                      | 1988 - 1991 |
| Juan Carlos Bonifaz Trujillo         |                       | LV                       | 1991 - 1994 |
| Alí Cancino Herrera                  |                       | LVI                      | 1994 - 1997 |
| Norberto Sántiz López                |                       | LVII                     | 1997 - 2000 |
| Santiago López Hernández             |                       | LVIII                    | 2000 - 2003 |
| Juan Antonio Gordillo Reyes          |                       | LIX                      | 2003 - 2006 |
| Elmar Díaz Solórzano                 |                       | LX                       | 2006 - 2009 |
| Luis Hernández Cruz                  |                       | LXI                      | 2009 - 2012 |
| Amilcar Augusto Villafuerte Trujillo |                       | LXII                     | 2012 - 2015 |
| Jorge Álvarez López                  |                       | LXIII                    | 2015 - 2018 |
| Jorge de Jesús Gordillo Sánchez      | 2018                  | LXIII                    |             |
| Alfredo Vázquez Vázquez              |                       | LXIV LXV                 | 2018 -      |

## Resultados electorales

### 2009
|  | Partido Acción Nacional                        |  | Arturo Zúñiga Urbina       |
|  | Coalición Primero México (PRI, PVEM)           |  | María Gloria Sánchez Gómez |
|  | Partido de la Revolución Democrática           |  | Luis Hernández Cruz        |
|  | Coalición Salvemos a México (PT, Convergencia) |  | César Meza Altuzar         |
|  | Partido Nueva Alianza                          |  | Cecilia López Sánchez      |
|  | Partido Socialdemócrata                        |  | Óscar Hernández Maza       |